# Viva la Vida or Death and All His Friends
Viva la Vida or Death and All His Friends is het vierde studioalbum van de Britse rockgroep Coldplay. Het album is uitgebracht op 13 juni 2008 in Nederland, op 12 juni 2008 in het Verenigd Koninkrijk bij Parlophone en in de Verenigde Staten op 17 juni 2008 op het label Capitol Records.

## Achtergrond
Coldplay liet eerder weten een nieuwe start te maken en de drie albums niet op te volgen. Chris Martin, de frontman van Coldplay liet zich bij de keuze voor de titel inspireren door een schilderij van de Mexicaanse kunstenares Frida Kahlo genaamd 'Sandías con Leyenda', kortom Viva la Vida. Het schilderij komt uit 1954 en heeft ze kort voor haar dood gemaakt.
Op de albumhoes staat het schilderij La Liberté guidant le peuple van de Franse schilder Eugène Delacroix, met daaroverheen in witte letters 'gekalkt' Viva la Vida.
De eerste single van het album is "Violet Hill". Dit nummer was vanaf 29 april 2008 een week lang gratis te downloaden via de Coldplay-website. De reguliere release volgde op dinsdag 6 mei 2008.
Het Britse muziekblad NME leverde op 7 mei een 7" vinylexemplaar van de single mee met hun blad. Op de B-kant staat het nummer "A Spell a Rebel Yell". Het nummer "Viva la Vida" werd de tweede single van het album en is alleen in downloadversie te verkrijgen. Op 1 juni 2008 werd dit nummer voor het eerst live gespeeld tijdens de MTV Movie Awards.
Het album lekte op 4 juni 2008 op internet. Ondanks het feit dat het album uitlekte, bereikte het wel de nummer 1-positie op 21 juni, een week nadat het album uitkwam, ook was het toen al platina.

## Tracklist

### Standaardeditie
1. "Life in Technicolor" — 2:29
2. "Cemeteries of London" — 3:21
3. "Lost!" — 3:55
4. "42" — 3:57
5. "Lovers in Japan"/"Reign of Love" — 6:51
6. "Yes"/"Chinese Sleep Chant" — 7:06
7. "Viva la Vida" — 4:01
8. "Violet Hill" — 3:42
9. "Strawberry Swing" — 4:08
10. "Death and All His Friends"/"The Escapist" — 6:18

### Prospekt's March Edition
De standaardeditie met de ep Prospekt's March:
1. "Life in Technicolor ii" — 4:05
2. "Postcards from Far Away" — 0:48
3. "Glass of Water" — 4:44
4. "Rainy Day" — 3:26
5. "Prospekt's March / Poppyfields" — 3:39
6. "Lost+" (met Jay-Z) — 4:16
7. "Lovers in Japan (Osaka Sun Mix)" — 3:57
8. "Now My Feet Won't Touch the Ground" — 2:29

### iTunes bonustracks
1. "Lost?" (Akoestische versie) - 3:44
2. "Lovers in Japan" (Akoestische versie) - 3:54

## Releasedata
- 11 juni — Japan
- 12 juni — Groot-Brittannië
- 13 juni — Duitsland, Oostenrijk, Zwitserland, Italië, Nederland, Noorwegen, Denemarken, Zweden, Finland, België & Ierland
- 14 juni — Australië & Nieuw-Zeeland
- 16 juni — Alle andere locaties
- 17 juni — Verenigde Staten & Canada

## Hitnotering
| "Viva la Vida or Death and All His Friends" in de Album Top 100 - binnen: 21-06-2008 | "Viva la Vida or Death and All His Friends" in de Album Top 100 - binnen: 21-06-2008 | "Viva la Vida or Death and All His Friends" in de Album Top 100 - binnen: 21-06-2008 | "Viva la Vida or Death and All His Friends" in de Album Top 100 - binnen: 21-06-2008 | "Viva la Vida or Death and All His Friends" in de Album Top 100 - binnen: 21-06-2008 | "Viva la Vida or Death and All His Friends" in de Album Top 100 - binnen: 21-06-2008 | "Viva la Vida or Death and All His Friends" in de Album Top 100 - binnen: 21-06-2008 | "Viva la Vida or Death and All His Friends" in de Album Top 100 - binnen: 21-06-2008 | "Viva la Vida or Death and All His Friends" in de Album Top 100 - binnen: 21-06-2008 | "Viva la Vida or Death and All His Friends" in de Album Top 100 - binnen: 21-06-2008 | "Viva la Vida or Death and All His Friends" in de Album Top 100 - binnen: 21-06-2008 | "Viva la Vida or Death and All His Friends" in de Album Top 100 - binnen: 21-06-2008 | "Viva la Vida or Death and All His Friends" in de Album Top 100 - binnen: 21-06-2008 | "Viva la Vida or Death and All His Friends" in de Album Top 100 - binnen: 21-06-2008 | "Viva la Vida or Death and All His Friends" in de Album Top 100 - binnen: 21-06-2008 | "Viva la Vida or Death and All His Friends" in de Album Top 100 - binnen: 21-06-2008 | "Viva la Vida or Death and All His Friends" in de Album Top 100 - binnen: 21-06-2008 | "Viva la Vida or Death and All His Friends" in de Album Top 100 - binnen: 21-06-2008 | "Viva la Vida or Death and All His Friends" in de Album Top 100 - binnen: 21-06-2008 | "Viva la Vida or Death and All His Friends" in de Album Top 100 - binnen: 21-06-2008 | "Viva la Vida or Death and All His Friends" in de Album Top 100 - binnen: 21-06-2008 | "Viva la Vida or Death and All His Friends" in de Album Top 100 - binnen: 21-06-2008 | "Viva la Vida or Death and All His Friends" in de Album Top 100 - binnen: 21-06-2008 | "Viva la Vida or Death and All His Friends" in de Album Top 100 - binnen: 21-06-2008 | "Viva la Vida or Death and All His Friends" in de Album Top 100 - binnen: 21-06-2008 |
| Week                                                                                 | 01                                                                                   | 02                                                                                   | 03                                                                                   | 04                                                                                   | 05                                                                                   | 06                                                                                   | 07                                                                                   | 08                                                                                   | 09                                                                                   | 10                                                                                   | 11                                                                                   | 12                                                                                   | 13                                                                                   | 14                                                                                   | 15                                                                                   | 16                                                                                   | 17                                                                                   | 18                                                                                   | 19                                                                                   | 20                                                                                   | 21                                                                                   | 22                                                                                   | 23                                                                                   | 24                                                                                   |
| ------------------------------------------------------------------------------------ | ------------------------------------------------------------------------------------ | ------------------------------------------------------------------------------------ | ------------------------------------------------------------------------------------ | ------------------------------------------------------------------------------------ | ------------------------------------------------------------------------------------ | ------------------------------------------------------------------------------------ | ------------------------------------------------------------------------------------ | ------------------------------------------------------------------------------------ | ------------------------------------------------------------------------------------ | ------------------------------------------------------------------------------------ | ------------------------------------------------------------------------------------ | ------------------------------------------------------------------------------------ | ------------------------------------------------------------------------------------ | ------------------------------------------------------------------------------------ | ------------------------------------------------------------------------------------ | ------------------------------------------------------------------------------------ | ------------------------------------------------------------------------------------ | ------------------------------------------------------------------------------------ | ------------------------------------------------------------------------------------ | ------------------------------------------------------------------------------------ | ------------------------------------------------------------------------------------ | ------------------------------------------------------------------------------------ | ------------------------------------------------------------------------------------ | ------------------------------------------------------------------------------------ |
| Nummer                                                                               | 1                                                                                    | 1                                                                                    | 2                                                                                    | 1                                                                                    | 1                                                                                    | 1                                                                                    | 1                                                                                    | 1                                                                                    | 1                                                                                    | 2                                                                                    | 1                                                                                    | 3                                                                                    | 4                                                                                    | 6                                                                                    | 7                                                                                    | 9                                                                                    | 5                                                                                    | 9                                                                                    | 10                                                                                   | 11                                                                                   | 11                                                                                   | 13                                                                                   | 14                                                                                   | 8                                                                                    |
| Week                                                                                 | 25                                                                                   | 26                                                                                   | 27                                                                                   | 28                                                                                   | 29                                                                                   | 30                                                                                   | 31                                                                                   | 32                                                                                   | 33                                                                                   | 34                                                                                   | 35                                                                                   | 36                                                                                   | 37                                                                                   | 38                                                                                   | 39                                                                                   | 40                                                                                   | 41                                                                                   | 42                                                                                   | 43                                                                                   | 44                                                                                   | 45                                                                                   | 46                                                                                   | 47                                                                                   | 48                                                                                   |
| Nummer                                                                               | 9                                                                                    | 8                                                                                    | 13                                                                                   | 11                                                                                   | 10                                                                                   | 9                                                                                    | 9                                                                                    | 13                                                                                   | 17                                                                                   | 17                                                                                   | 15                                                                                   | 12                                                                                   | 15                                                                                   | 11                                                                                   | 6                                                                                    | 6                                                                                    | 12                                                                                   | 9                                                                                    | 11                                                                                   | 9                                                                                    | 11                                                                                   | 11                                                                                   | 12                                                                                   | 16                                                                                   |
| Week                                                                                 | 49                                                                                   | 50                                                                                   | 51                                                                                   | 52                                                                                   | 53                                                                                   | 54                                                                                   | 55                                                                                   | 56                                                                                   | 57                                                                                   | 58                                                                                   | 59                                                                                   | 60                                                                                   | 61                                                                                   | 62                                                                                   | 63                                                                                   | 64                                                                                   | 65                                                                                   | 66                                                                                   | 67                                                                                   | 68                                                                                   | 69                                                                                   | 70                                                                                   |                                                                                      |                                                                                      |
| Nummer                                                                               | 23                                                                                   | 25                                                                                   | 11                                                                                   | 27                                                                                   | 15                                                                                   | 16                                                                                   | 18                                                                                   | 16                                                                                   | 16                                                                                   | 13                                                                                   | 13                                                                                   | 17                                                                                   | 13                                                                                   | 13                                                                                   | 18                                                                                   | 36                                                                                   | 29                                                                                   | 23                                                                                   | 32                                                                                   | 54                                                                                   | 66                                                                                   | 65                                                                                   | uit                                                                                  |                                                                                      |